# Hyundai County
Hyundai County (Хюндай Каунти) — автобус малого класса, фирмы Hyundai, предлагается в двух версиях, в зависимости от длины и вместимости. Модель «Standard body» (стандартный корпус) имеет длину 6345 мм (12-26 мест для сидения). Модель «Long body» (длинный корпус) в длину 7080 мм (29-30 сидений). Начал выпускаться в 1998 году. В 2004 году начала выпускаться обновленная модификация — «e-County».
С декабря 2006 года по 2012 год автобус собирался на Таганрогском автомобильном заводе в варианте 18+1 место и четырёх модификациях (отличались наличием низкого пола и кондиционера). В связи с банкротством завода производство автобуса на данном предприятии было прекращено.
С апреля 2010 года автобус собирался на заводе ООО «КузбассАвто» в Кемеровской области (Ленинск-Кузнецкий район) в вариантах 12+1, 15+1, 17+1, 18+1 мест и трёх модификациях. К 2016 году предприятие было обанкрочено, а производство на его базе свёрнуто.
Автобус используется на городских и пригородных маршрутах.
Цена на конец 2014 года составляла около 3 850 000 рублей. На вторичном рынке РФ в 2017 году цена составляла 500 тыс. рублей.
В данный момент выпускаются автобусы в длинной версии, модификации LONG, в комплектации 21+7 и 15+17, а также пригородный 19+1. 
Ещё одним из преимуществ Hyundai County является то, что он не напичкан сложной электроникой, благодаря чему достаточно прост в эксплуатации и ремонтопригоден. К тому же двигатель данного автобуса достаточно экономичен: его расход составляет около 18 л на 100 км.
| Параметр              | Значение |
| --------------------- | -------- |
| Разгон до 100 км/ч, с | 14—20    |
| Грузоподъёмность, т   | 5,223    |
| Объём бака, л         | 95       |